# Lu (Alessandria)
Lu is een comune (gemeente) in de provincie Alessandria in de Italiaanse regio Piëmont, ongeveer 60 kilometer ten oosten van Turijn en ongeveer 14 kilometer ten noordwesten van Alessandria. Op 31 december 2004 had het 1207 inwoners op 21.7 km².
Lu bevat de frazioni (onderverdelingen, voornamelijk dorpen en gehuchten) Bodelacchi, Borghina, Castagna, Martini, and Trisogli.
Lu grenst aan de volgende gemeenten: Camagna Monferrato, Conzano, Cuccaro Monferrato, Mirabello Monferrato, Occimiano, Quargnento, en San Salvatore Monferrato.

## Demografie
Lu telt ongeveer 545 huishoudens. Het aantal inwoners daalde in de periode 1991-2001 met 6,3% volgens cijfers uit de tienjaarlijkse volkstellingen van ISTAT.

## Geografie
Lu grenst aan de volgende gemeenten: Camagna Monferrato, Conzano, Cuccaro Monferrato, Mirabello Monferrato, Occimiano, Quargnento, San Salvatore Monferrato.